# No Strange
No Strange war eine italienische Psychedelic-Rock-Band der 1980er Jahre.
Die Gruppe wurde 1980 von Salvatore D'Urso und Alberto Ezzu in Turin gegründet und brachte bis zu ihrer Auflösung im Jahr 1990 beim Independent-Label Toast Records drei LPs heraus.

## Diskografie

### Demo Tapes
| Jahr | Titel             | Label                |
| ---- | ----------------- | -------------------- |
| 1983 | Rainbow           | Autoerzeugen         |
| 1984 | Lisergic tomahawk | Roller coaster Italy |

### Alben
| Jahr | Titel                                                  | Label               |
| ---- | ------------------------------------------------------ | ------------------- |
| 1985 | Trasparenze e suoni                                    | Toast Records Italy |
| 1987 | L'Universo                                             | Toast Records Italy |
| 1991 | Flora di Romi                                          | Toast Records Italy |
| 2011 | Cristalli Sognanti                                     | Psychout Rec. Italy |
| 2014 | Armonia Vivente - tra analogie e contrasti (doppel LP) | Psychout Rec. Italy |

### Singles
| Jahr | Titel                         | Label               |
| ---- | ----------------------------- | ------------------- |
| 1986 | White bird/Fiori risplendenti | Toast Records Italy |

### CD
| Jahr | Titel                                                  | Label               |
| ---- | ------------------------------------------------------ | ------------------- |
| 1998 | Medusa                                                 | Toast Records Italy |
| 2011 | Cristalli Sognanti                                     | Area Pirata Italy   |
| 2014 | Armonia Vivente - tra analogie e contrasti (doppel CD) | Area Pirata Italy   |

### Kompilationen-Alben
| Jahr | Titel                  | Label                        |
| ---- | ---------------------- | ---------------------------- |
| 1985 | Eighties colours       | Electric eye Italy           |
| 1987 | What exactly is a joke | Vinile/Crazy Mennequin Italy |
| 1988 | Oracolo                | Toast Records Italy          |
| 1993 | Who are them?          | Face Records Italy           |
| 1993 | Apocalisse di diamante | Toast Records Italy          |

### Kompilationen-CD
| Jahr | Titel                                                               | Label                 |
| ---- | ------------------------------------------------------------------- | --------------------- |
| 2006 | Electric Psychedelic Sitar Headswirlers Vol 9                       | Purple Lantern Usa    |
| 2012 | Welcome Back to the Eighties Colours                                | Psychout Rec.         |
| 2012 | HOFMANN'S KALEIDOSCOPE: Expiation of the Psychedelic Hunters Vol. I | Vincebus Eruptum n°14 |

## Parallele Projekte

### Alberto Ezzu Lux Vocal Ensemble
| Jahr | Titel | Label                                           |
| ---- | --- | ----------------------------------------------- |
| 2006 | CD Consonanze armoniche, Ostinati Ritmici e Veri Bordoni Immobili                                                   | Cooperativa Primainsieme Italy                  |
| 2011 | LP Consonanze armoniche, Ostinati Ritmici e Veri Bordoni Immobili (doppel LP - 3 bonus track)                       | Psychout Rec.                                   |
| 2013 | CD Il Fuoco del 6° Armonico sulla Luce della Dominante partendo dalla Madre Fondamentale (con in mente Zarathustra) | Hic Sunt Leones und Arte, Cura e Trasformazione |